# Une sale affaire
Pour les articles homonymes, voir Liste noire (homonymie).
Pour plus de détails, voir Fiche technique et Distribution.
Une sale affaire est un film français réalisé par Alain Bonnot sorti en 1981.
Le film a été tourné au Havre lors de l' automne 1980. La scène de la fête foraine, avec Marlene Jobert et Victor Lanoux, se déroule cours de la République lors de la foire St Michel.

## Synopsis
Un agent de la brigade des stupéfiants séduit l'assistante d'un maire d'une ville portuaire impliqué dans une affaire de trafic de drogue.

## Fiche technique
- Titre : Une sale affaire
- Réalisation : Alain Bonnot
- Scénario :
- Production :
- Musique :
- Photographie : Jean Charvein
- Montage : Françoise Bonnot
- Décors :
- Costumes :
- Pays de production :  France
- Langue : français
- Genre : Policier
- Durée : 95 minutes
- Format : Couleur
- Date de sortie : France : 2 janvier 1981
- Affiche : René Ferracci (France)

## Distribution
- Victor Lanoux : Novak
- Marlène Jobert : Hélène
- Patrick Bouchitey : Dunoyer
- Agnès Château : Julia, la sœur d'Hélène
- Franck Linglet : Franck, sortant de la mairie
- Etienne Chicot : Florian
- Bernard Crommbe : Bernard, le mari d'Hélène
- Christophe Lambert : Mullard
- Jean-Paul Tribout : Doudou
- Nicolas Vogel : Alioti, le maire
- Amandine Rajau : La petite Lola
- Jean-François Dérec : Un policier
- Marion Loran : Arlette,une collègue d'Hélène
- Nathalie Courval : Une prostituée
- Henri Marteau : Gabrinelle,le trafiquant
- Martine Ferrière : la secrétaire en chef
- Jean-Louis Fortuit : Péron
- Richard Lanoux : Jean-Jacques
- Jean-Louis Benoît : Brice
- Bernard Tixier : Fournier
- Gérard Sergue : Serge
- Pierre Hossein : le jeune marin russe